# A-38
A-38 er et syrnet mælkeprodukt bestående af mælk med et fedtindhold på 0,5 til 3,5 %, der er højpasteuriseret og syrnet med mælkesyrebakterien Lactobacillus acidophilus. Det produceres og markedsføres af Arla.
Det er en mild form for yoghurt/ymer. Navnet hentyder enten til den mælkebakteriekultur, der bruges for at syrne mælken eller til 'Andelsmejeriet' og 1938, som skulle være det oprindelige introduktionsår.